# 张洲
《张洲》是万能青年旅店发布的第三张EP专辑，作为音乐人小河发起的『音乐肖像』项目首期《音乐肖像 2015》十二首歌的其中一首。

## 介绍
肖像人物张洲是真人，是越南籍华裔，后因逃难改为瑞士籍。

## 曲目
| 曲序 | 曲目 |      | 作曲 |
| ---- | ---- | ---- | ---- |
| 1.   | 张洲 | 小河 | 小河 |

MV （页面存档备份，存于）